# Liste der Auszeichnungen der Fernsehserie Homeland
Dieser Artikel bietet einen Überblick über die Preisnominierungen und -prämierungen für die US-amerikanische Fernsehserie Homeland.

## Preise aus den Vereinigten Staaten

### Primetime Emmy Awards
| Jahr | Kategorie                                                      | Person                                 | Episode           | Resultat  |
| ---- | -------------------------------------------------------------- | -------------------------------------- | ----------------- | --------- |
| 2012 | Beste Besetzung für eine Dramaserie                            |                                        |                   | Gewonnen  |
| 2012 | Beste Dramaserie                                               |                                        |                   | Gewonnen  |
| 2012 | Beste Hauptdarstellerin in einer Dramaserie                    | Claire Danes                           |                   | Gewonnen  |
| 2012 | Bester Ein-Kamera-Bildschnitt für eine Dramaserie              |                                        | Der Verdacht      | Gewonnen  |
| 2012 | Bester Hauptdarsteller in einer Dramaserie                     | Damian Lewis                           |                   | Gewonnen  |
| 2012 | Bestes Drehbuch in einer Dramaserie                            | Alex Gansa, Howard Gordon, Gideon Raff | Der Verdacht      | Gewonnen  |
| 2012 | Beste originale Titelmelodie                                   | Sean Callery                           |                   | Nominiert |
| 2012 | Beste Regie für eine Dramaserie                                | Michael Cuesta                         | Der Verdacht      | Nominiert |
| 2012 | Beste Tonmischung für eine einstündige Comedy- oder Dramaserie |                                        | Marine One        | Nominiert |
| 2013 | Beste Hauptdarstellerin in einer Dramaserie                    | Claire Danes                           |                   | Gewonnen  |
| 2013 | Bestes Drehbuch in einer Dramaserie                            | Henry Bromell                          | Am Ende der Lügen | Gewonnen  |
| 2013 | Beste Besetzung für eine Dramaserie                            |                                        |                   | Nominiert |
| 2013 | Beste Dramaserie                                               |                                        |                   | Nominiert |
| 2013 | Beste Kamera für eine Ein-Kamera-Serie                         | Nelson Cragg                           | Beirut            | Nominiert |
| 2013 | Beste Nebendarstellerin in einer Dramaserie                    | Morena Baccarin                        |                   | Nominiert |
| 2013 | Beste Regie für eine Dramaserie                                | Lesli Linka Glatter                    | Am Ende der Lügen | Nominiert |
| 2013 | Beste Tonmischung für eine einstündige Comedy- oder Dramaserie |                                        | Beirut            | Nominiert |
| 2013 | Bester Gastdarsteller in einer Dramaserie                      | Rupert Friend                          |                   | Nominiert |
| 2013 | Bester Hauptdarsteller in einer Dramaserie                     | Damian Lewis                           |                   | Nominiert |
| 2013 | Bester Nebendarsteller in einer Dramaserie                     | Mandy Patinkin                         |                   | Nominiert |
| 2014 | Beste Hauptdarstellerin in einer Dramaserie                    | Claire Danes                           |                   | Nominiert |
| 2014 | Bester Nebendarsteller in einer Dramaserie                     | Mandy Patinkin                         |                   | Nominiert |
| 2014 | Beste Tonmischung für eine einstündige Comedy- oder Dramaserie |                                        | Der Passagier     | Nominiert |
| 2014 | Beste Kamera für eine Ein-Kamera-Serie                         | David Klein                            | Der Stern         | Nominiert |
| 2015 | Beste Dramaserie                                               |                                        |                   | Nominiert |
| 2015 | Beste Hauptdarstellerin in einer Dramaserie                    | Claire Danes                           |                   | Nominiert |
| 2015 | Beste Regie für eine Dramaserie                                | Lesli Linka Glatter                    | Der Junge         | Nominiert |
| 2015 | Bester Gastdarsteller in einer Dramaserie                      | F. Murray Abraham                      |                   | Nominiert |
| 2015 | Beste Tonmischung für eine einstündige Comedy- oder Dramaserie |                                        | Der Schutzschild  | Nominiert |
| 2016 | Beste Dramaserie                                               |                                        |                   | Nominiert |
| 2016 | Beste Hauptdarstellerin in einer Dramaserie                    | Claire Danes                           |                   | Nominiert |
| 2016 | Beste Regie für eine Dramaserie                                | Lesli Linka Glatter                    | Drecksarbeit      | Nominiert |
| 2016 | Beste Kamera für eine Ein-Kamera-Serie                         | David Klein                            | Drecksarbeit      | Nominiert |
| 2017 | Bester Tonschnitt für eine Serie                               |                                        | Todeszone         | Nominiert |
| 2017 | Beste Regie für eine Dramaserie                                | Lesli Linka Glatter                    | Todeszone         | Nominiert |
| 2017 | Bester Nebendarsteller in einer Dramaserie                     | Mandy Patinkin                         |                   | Nominiert |
| 2018 | Bester Nebendarsteller in einer Dramaserie                     | Mandy Patinkin                         |                   | Nominiert |
| 2018 | Bester Gastdarsteller in einer Dramaserie                      | F. Murray Abraham                      | Die Welt sieht zu | Nominiert |
| 2018 | Bester Tonschnitt für eine einstündige Comedy- oder Dramaserie |                                        | Die Welt sieht zu | Nominiert |
| 2020 | Beste Regie für eine Dramaserie                                | Lesli Linka Glatter                    | Nacht über Moskau | Nominiert |

### Andere
| Preis                                 | Jahr | Kategorie                                                                             | Person                                 | Episode                                  | Resultat  |
| ------------------------------------- | ---- | ------------------------------------------------------------------------------------- | -------------------------------------- | ---------------------------------------- | --------- |
| AFI Award                             | 2011 | Fernsehprogramm des Jahres                                                            |                                        |                                          | Gewonnen  |
| AFI Award                             | 2012 | Fernsehprogramm des Jahres                                                            |                                        |                                          | Gewonnen  |
| AFI Award                             | 2015 | Fernsehprogramm des Jahres                                                            |                                        |                                          | Gewonnen  |
| Artios Award                          | 2012 | Beste Besetzung – Fernsehpilotfilm – Drama                                            |                                        |                                          | Gewonnen  |
| Artios Award                          | 2012 | Beste Besetzung – Fernsehserie – Drama                                                |                                        |                                          | Gewonnen  |
| Artios Award                          | 2013 | Beste Besetzung – Fernsehserie – Drama                                                |                                        |                                          | Gewonnen  |
| A.S.C. Award                          | 2019 | Beste Kamera für eine Episode einer Serie für das nichtkommerzielle Fernsehen         | David Klein                            | Die Brücke über die Narva                | Nominiert |
| Critics’ Choice Television Award      | 2012 | Beste Dramaserie                                                                      |                                        |                                          | Gewonnen  |
| Critics’ Choice Television Award      | 2012 | Beste Schauspielerin in einer Dramaserie                                              | Claire Danes                           |                                          | Gewonnen  |
| Critics’ Choice Television Award      | 2012 | Bester Schauspieler in einer Dramaserie                                               | Damian Lewis                           |                                          | Nominiert |
| Critics’ Choice Television Award      | 2013 | Beste Dramaserie                                                                      |                                        |                                          | Nominiert |
| Critics’ Choice Television Award      | 2013 | Beste Schauspielerin in einer Dramaserie                                              | Claire Danes                           |                                          | Nominiert |
| Critics’ Choice Television Award      | 2013 | Bester Schauspieler in einer Dramaserie                                               | Damian Lewis                           |                                          | Nominiert |
| Critics’ Choice Television Award      | 2015 | Bester Nebendarsteller in einer Dramaserie                                            | Mandy Patinkin                         |                                          | Nominiert |
| Critics’ Choice Television Award      | 2015 | Beste Dramaserie                                                                      |                                        |                                          | Nominiert |
| Critics’ Choice Television Award      | 2021 | Beste Schauspielerin in einer Dramaserie                                              | Claire Danes                           |                                          | Nominiert |
| Directors Guild of America Award      | 2012 | Beste Regie in einer Dramaserie                                                       | Michael Cuesta                         |                                          | Nominiert |
| Directors Guild of America Award      | 2013 | Beste Regie in einer Dramaserie                                                       | Michael Cuesta                         | Wieder im Wald                           | Nominiert |
| Directors Guild of America Award      | 2013 | Beste Regie in einer Dramaserie                                                       | Lesli Linka Glatter                    | Am Ende der Lügen                        | Nominiert |
| Directors Guild of America Award      | 2014 | Beste Regie in einer Dramaserie                                                       | Lesli Linka Glatter                    | Der Stern                                | Nominiert |
| Directors Guild of America Award      | 2015 | Beste Regie in einer Dramaserie                                                       | Lesli Linka Glatter                    | Der Junge                                | Gewonnen  |
| Directors Guild of America Award      | 2015 | Beste Regie in einer Dramaserie                                                       | Daniel Attias                          | Dies ist keine Übung                     | Nominiert |
| Directors Guild of America Award      | 2016 | Beste Regie in einer Dramaserie                                                       | Lesli Linka Glatter                    | Drecksarbeit                             | Nominiert |
| Directors Guild of America Award      | 2019 | Beste Regie in einer Dramaserie                                                       | Lesli Linka Glatter                    | Die Brücke über die Narva                | Nominiert |
| Directors Guild of America Award      | 2021 | Beste Regie in einer Dramaserie                                                       | Lesli Linka Glatter                    | Nacht über Moskau                        | Gewonnen  |
| Eddie Award                           | 2012 | Bestgeschnittene einstündige Serie für das nichtkommerzielle Fernsehen                | Jordan Goldman, David Latham           | Der Verdacht                             | Gewonnen  |
| Eddie Award                           | 2013 | Bestgeschnittene einstündige Serie für das nichtkommerzielle Fernsehen                | Terry Kelley                           | Wieder im Wald                           | Nominiert |
| Eddie Award                           | 2013 | Bestgeschnittene einstündige Serie für das nichtkommerzielle Fernsehen                | Jordan Goldman                         | Das Video                                | Nominiert |
| Eddie Award                           | 2014 | Bestgeschnittene einstündige Serie für das nichtkommerzielle Fernsehen                | Terry Kelley                           | Unser Mann in Teheran                    | Gewonnen  |
| Eddie Award                           | 2016 | Bestgeschnittene einstündige Serie für das nichtkommerzielle Fernsehen                | Harvey Rosenstock                      | Drecksarbeit                             | Nominiert |
| Edgar Allan Poe Award                 | 2012 | Bestes Fernsehepisoden-Fernsehspiel                                                   | Alex Gansa, Howard Gordon, Gideon Raff |                                          | Gewonnen  |
| Edgar Allan Poe Award                 | 2013 | Bestes Fernsehepisoden-Fernsehspiel                                                   | Meredith Stiehm                        | Alex Gansa                               | Nominiert |
| Excellence in Production Design Award | 2013 | Episode einer einstündigen Ein-Kamera-Fernsehserie                                    | John D. Kretzschmer                    | Wieder im Wald                           | Nominiert |
| Excellence in Production Design Award | 2015 | Einstündige zeitgemäße Ein-Kamera-Fernsehserie                                        | John D. Kretzschmer                    | Bluthochzeit                             | Nominiert |
| Excellence in Production Design Award | 2016 | Einstündige zeitgemäße Ein-Kamera-Fernsehserie                                        | John D. Kretzschmer                    | Drecksarbeit, Akrobat, Der Mann im Käfig | Nominiert |
| Golden Globe Award                    | 2012 | Beste Fernsehserie – Drama                                                            |                                        |                                          | Gewonnen  |
| Golden Globe Award                    | 2012 | Beste Schauspielerin in einer Fernsehserie – Drama                                    | Claire Danes                           |                                          | Gewonnen  |
| Golden Globe Award                    | 2012 | Bester Schauspieler in einer Fernsehserie – Drama                                     | Damian Lewis                           |                                          | Nominiert |
| Golden Globe Award                    | 2013 | Beste Fernsehserie – Drama                                                            |                                        |                                          | Gewonnen  |
| Golden Globe Award                    | 2013 | Beste Schauspielerin in einer Fernsehserie – Drama                                    | Claire Danes                           |                                          | Gewonnen  |
| Golden Globe Award                    | 2013 | Bester Schauspieler in einer Fernsehserie – Drama                                     | Damian Lewis                           |                                          | Gewonnen  |
| Golden Globe Award                    | 2013 | Bester Nebendarsteller in einer Serie, einer Miniserie oder einem Fernsehfilm         | Mandy Patinkin                         |                                          | Nominiert |
| Golden Globe Award                    | 2015 | Beste Schauspielerin in einer Fernsehserie – Drama                                    | Claire Danes                           |                                          | Nominiert |
| Golden Reel Award                     | 2011 | Bester Tonschnitt – Episodisches Fernsehen – Dialog und ADR                           | Jeffree Bloomer                        |                                          | Nominiert |
| Golden Reel Award                     | 2012 | Bester Tonschnitt – Langform-Dialog und ADR im Fernsehen                              |                                        | Marine One                               | Gewonnen  |
| Golden Reel Award                     | 2012 | Bester Tonschnitt – Kurzform-Toneffekte und Foley im Fernsehen                        |                                        | Der Verdacht                             | Nominiert |
| Golden Reel Award                     | 2012 | Bester Tonschnitt – Langform-Toneffekte und Foley im Fernsehen                        |                                        | Marine One                               | Nominiert |
| Golden Reel Award                     | 2013 | Bester Tonschnitt – Kurzform-Dialog und ADR im Fernsehen                              |                                        | Immer lächeln                            | Nominiert |
| Golden Reel Award                     | 2014 | Bester Tonschnitt – Kurzform-Toneffekte und Foley im Fernsehen                        |                                        | Die Spur des Geldes                      | Nominiert |
| Golden Reel Award                     | 2015 | Bester Tonschnitt – Dialog und ADR im Kurzform-Fernsehen                              |                                        | Der Schutzschild                         | Nominiert |
| Golden Reel Award                     | 2016 | Bester Tonschnitt – Dialog und ADR im Kurzform-Fernsehen                              |                                        | Drecksarbeit                             | Nominiert |
| Golden Reel Award                     | 2019 | Bester Tonschnitt – Toneffekte und Foley für episodische Broadcast-Medien in Langform |                                        | Die Welt sieht zu                        | Nominiert |
| Gracie Award                          | 2018 | Beste Hauptdarstellerin (Drama)                                                       | Claire Danes                           |                                          | Gewonnen  |
| Gracie Award                          | 2018 | Beste Nebendarstellerin (Drama)                                                       | Elizabeth Marvel                       |                                          | Gewonnen  |
| Humanitas-Preis                       | 2015 | 60 Minuten                                                                            | Alex Gansa, Meredith Stiehm            |                                          | Gewonnen  |
| IGN Award                             | 2011 | Beste Fernsehschauspielerin                                                           | Claire Danes                           |                                          | Gewonnen  |
| IGN Award                             | 2011 | Beste Fernseh-Dramaserie                                                              |                                        |                                          | Nominiert |
| IGN Award                             | 2011 | Beste Fernsehserie                                                                    |                                        |                                          | Nominiert |
| IGN Award                             | 2011 | Bester Fernsehschauspieler                                                            | Damian Lewis                           |                                          | Nominiert |
| IGN Award                             | 2012 | Beste Fernseh-Dramaserie                                                              |                                        |                                          | Nominiert |
| IGN Award                             | 2012 | Beste Fernsehschauspielerin                                                           | Claire Danes                           |                                          | Nominiert |
| IGN People’s Choice Award             | 2012 | Beste Fernsehschauspielerin                                                           | Claire Danes                           |                                          | Gewonnen  |
| Peabody Award                         | 2011 |                                                                                       |                                        |                                          | Gewonnen  |
| People’s Choice Award                 | 2013 | Lieblings-Premium-Kabel-Fernsehsendung                                                |                                        |                                          | Nominiert |
| People’s Choice Award                 | 2014 | Lieblings-Premium-Kabel-Fernsehsendung                                                |                                        |                                          | Gewonnen  |
| People’s Choice Award                 | 2017 | Lieblings-Premium-Dramaserie                                                          |                                        |                                          | Nominiert |
| Producers Guild of America Award      | 2013 | Bester Produzent von episodischem Fernsehen, Drama                                    |                                        |                                          | Gewonnen  |
| Producers Guild of America Award      | 2014 | Bester Produzent von episodischem Fernsehen, Drama                                    |                                        |                                          | Nominiert |
| Producers Guild of America Award      | 2016 | Bester Produzent von episodischem Fernsehen, Drama                                    |                                        | (Staffel 4)                              | Nominiert |
| Satellite Award                       | 2011 | Beste Fernsehserie, Drama                                                             | Claire Danes                           |                                          | Gewonnen  |
| Satellite Award                       | 2012 | Beste Fernsehserie, Drama                                                             |                                        |                                          | Gewonnen  |
| Satellite Award                       | 2012 | Beste Fernsehserie, Drama                                                             | Claire Danes                           |                                          | Gewonnen  |
| Satellite Award                       | 2012 | Bester Schauspieler in einer Serie, Drama                                             | Damian Lewis                           |                                          | Gewonnen  |
| Satellite Award                       | 2013 | Beste Fernsehserie, Drama                                                             |                                        |                                          | Nominiert |
| Satellite Award                       | 2015 | Beste Schauspielerin in einer Dramaserie                                              | Claire Danes                           |                                          | Gewonnen  |
| Screen Actors Guild Award             | 2013 | Beste Schauspielerin in einer Dramaserie                                              | Claire Danes                           |                                          | Gewonnen  |
| Screen Actors Guild Award             | 2013 | Bester Schauspieler in einer Dramaserie                                               | Damian Lewis                           |                                          | Nominiert |
| Screen Actors Guild Award             | 2013 | Bestes Ensemble-Schauspiel in einer Dramaserie                                        |                                        |                                          | Nominiert |
| Screen Actors Guild Award             | 2014 | Beste Action-Leistung eines Stunt-Ensembles in einer Fernsehserie                     |                                        |                                          | Nominiert |
| Screen Actors Guild Award             | 2014 | Beste Schauspielerin in einer Dramaserie                                              | Claire Danes                           |                                          | Nominiert |
| Screen Actors Guild Award             | 2014 | Bestes Ensemble-Schauspiel in einer Dramaserie                                        |                                        |                                          | Nominiert |
| Screen Actors Guild Award             | 2015 | Beste Action-Leistung eines Stunt-Ensembles in einer Fernsehserie                     |                                        |                                          | Nominiert |
| Screen Actors Guild Award             | 2015 | Beste Schauspielerin in einer Dramaserie                                              | Claire Danes                           |                                          | Nominiert |
| Screen Actors Guild Award             | 2015 | Bestes Ensemble-Schauspiel in einer Dramaserie                                        |                                        |                                          | Nominiert |
| Screen Actors Guild Award             | 2016 | Bestes Ensemble-Schauspiel in einer Dramaserie                                        |                                        |                                          | Nominiert |
| Screen Actors Guild Award             | 2016 | Beste Schauspielerin in einer Dramaserie                                              | Claire Danes                           |                                          | Nominiert |
| Screen Actors Guild Award             | 2016 | Beste Action-Leistung eines Stunt-Ensembles in einer Fernsehserie                     |                                        |                                          | Nominiert |
| Screen Actors Guild Award             | 2018 | Beste Action-Leistung eines Stunt-Ensembles in einer Comedy- oder Dramaserie          |                                        |                                          | Nominiert |
| TV Guide Award                        | 2012 | Lieblingsdramaserie                                                                   |                                        |                                          | Nominiert |
| TV Guide Award                        | 2012 | Lieblings-Neue Serie                                                                  |                                        |                                          | Nominiert |
| TV Guide Award                        | 2012 | Lieblingsschauspieler                                                                 | Damian Lewis                           |                                          | Nominiert |
| TV Guide Award                        | 2012 | Lieblingsschauspielerin                                                               | Claire Danes                           |                                          | Nominiert |
| TV Guide Award                        | 2012 | Lieblingsschurke                                                                      | Damian Lewis                           |                                          | Nominiert |
| TV Guide Award                        | 2013 | Lieblingsdramaserie                                                                   |                                        |                                          | Nominiert |
| TV Guide Award                        | 2013 | Lieblingsschauspieler                                                                 | Damian Lewis                           |                                          | Nominiert |
| TV Guide Award                        | 2013 | Lieblingsschauspielerin                                                               | Claire Danes                           |                                          | Nominiert |
| Writers Guild of America Award        | 2012 | Episodisches Drama                                                                    | Henry Bromell                          | Lügen                                    | Gewonnen  |
| Writers Guild of America Award        | 2012 | Neue Serie                                                                            |                                        |                                          | Gewonnen  |
| Writers Guild of America Award        | 2012 | Dramatische Serie                                                                     |                                        |                                          | Nominiert |
| Writers Guild of America Award        | 2013 | Dramaserie                                                                            |                                        |                                          | Nominiert |
| Writers Guild of America Award        | 2013 | Episodisches Drama                                                                    | Meredith Stiehm                        | Zimmer 416                               | Nominiert |
| Writers Guild of America Award        | 2014 | Dramaserie                                                                            |                                        |                                          | Nominiert |
| Writers Guild of America Award        | 2019 | Episodisches Drama                                                                    | Alex Gansa                             | Die Brücke über die Narva                | Gewonnen  |

sowie:
- Cinema Audio Society Award
- Camera Operator of the Year Award
- Dorian Award
- HPA Awards
- TCA Award
- OFTA Television Award

## Preise aus anderen Ländern
| Land                   | Preis                            | Jahr | Kategorie                                | Person         | Episode | Resultat  |
| ---------------------- | -------------------------------- | ---- | ---------------------------------------- | -------------- | ------- | --------- |
| Dänemark               | Robert                           | 2013 | Beste ausländische Fernsehserie          |                |         | Gewonnen  |
| Deutschland            | Jupiter                          | 2017 | Beste internationale Fernsehserie        |                |         | Nominiert |
| Volksrepublik China    | Magnolia Award                   | 2013 | Beste Übersee-Serie                      |                |         | Gewonnen  |
| Monaco                 | Goldene Nymphe                   | 2013 | Beste Drama-Fernsehserie                 |                |         | Nominiert |
| Monaco                 | Goldene Nymphe                   | 2013 | Beste Schauspielerin in einer Dramaserie | Claire Danes   |         | Nominiert |
| Monaco                 | Goldene Nymphe                   | 2013 | Bester Schauspieler in einer Dramaserie  | Damian Lewis   |         | Nominiert |
| Vereinigtes Königreich | Dagger Award                     | 2012 | Beste Hauptdarstellerin                  | Claire Danes   |         | Gewonnen  |
| Vereinigtes Königreich | Dagger Award                     | 2012 | Bester Hauptdarsteller                   | Damian Lewis   |         | Nominiert |
| Vereinigtes Königreich | Dagger Award                     | 2012 | Bestes internationales Fernsehdrama      |                |         | Nominiert |
| Vereinigtes Königreich | Dagger Award                     | 2013 | Beste Hauptdarstellerin                  | Claire Danes   |         | Nominiert |
| Vereinigtes Königreich | Dagger Award                     | 2013 | Bester Hauptdarsteller                   | Damian Lewis   |         | Nominiert |
| Vereinigtes Königreich | Dagger Award                     | 2013 | Bester Nebendarsteller                   | Mandy Patinkin |         | Nominiert |
| Vereinigtes Königreich | Dagger Award                     | 2013 | Bestes internationales Fernsehdrama      |                |         | Nominiert |
| Vereinigtes Königreich | Dagger Award                     | 2014 | Bester Nebendarsteller                   | Mandy Patinkin |         | Nominiert |
| Vereinigtes Königreich | British Academy Television Award | 2013 | Publikumspreis                           |                |         | Nominiert |
| Vereinigtes Königreich | British Academy Television Award | 2013 | Best International                       |                |         | Nominiert |
| Vereinigtes Königreich | TV Quick Award                   | 2012 | Bestes neues Drama                       |                |         | Nominiert |